# 天主教康科迪亞教區
天主教康科迪亞教區（拉丁語：Dioecesis Foroconcordianus）是阿根廷一個羅馬天主教教區，屬巴拉那總教區。
教區成立於1961年4月10日，位於恩特雷里奧斯省東部。2006年有教友272,000人（佔轄區總人口89.8%）、三十個堂區、四十八名司鐸。現任教區主教為類思·阿曼多·科利亞索爾。